# Bill Laurance
Bill Laurance (Londres, Inglaterra, 2 de abril de 1981) es un músico compositor y multi instrumentalista, miembro de la banda de jazz fusión Snarky Puppy y también fundador y Director Ejecutivo del sello musical londinense Flint Music.

## Biografía
Bill Laurance nació el 2 de abril de 1981 en el distrito Norte de Londres, Inglaterra. En su infancia asistió a la escuela primaria William Tindale, donde  comenzó su aprendizaje de piano y a tocar en la banda escolar del establecimiento. A los 9 años Laurance interpretó en órgano durante un viaje de estudios en el renombrado local de música en vivo de Londres Union Chapel, lugar en el que más tarde volvería a actuar como adulto durante la grabación de su cuarto álbum de estudio Live at Union Chapel. Con entrenamiento en ragtime y swing, comenzó a tocar jazz a la edad de 14 años, como artista residente para un pequeño restaurante en el distrito Soho, en el sector Oeste de Londres. Como adulto, asistió y se graduó en la Universidad de Leeds, estudiando música clásica, composición e interpretación.
Durante su permanencia en Leeds, conoció al estudiante de jazz de la Universidad del Norte de Texas, Michael League, y actuaron conjuntamente en varios espectáculos en el Reino Unido. Fue aquí donde League y Laurance se hicieron amigos cercanos. Posteriormente, League invitó a Laurance a unirse al conjunto de jazz Snarky Puppy antes de la grabación del primer álbum de estudio del grupo, The Only Constant  (2006), no fue hasta el año 2014 cuando lanzaría su primer álbum en solitario, Flint.
Laurance también es artista residente en el Morley College y ha impartido clases magistrales como profesor invitado en el Instituto de Interpretación de Música Contemporánea.

## Arte

### Composiciones para Films
Laurance participó en 2018 del Laboratorio de Diseño de Sonido y Música de Cine del Instituto Sundance, que tuvo lugar en Skywalker Sound en California. Su banda sonora debutante fue para el largometraje  Un Traductor (2018), un drama independiente dirigido por los hermanos Sebastián y Rodrigo Barriuso, que constituyó la postulación oficial de Cuba para los 92.os Premios de la Academia. Laurance también escribió varios temas para Initials S.G. (2019), una película por la cual la codirectora y escritora Rania Attieh ganó el premio Nora Ephron en el Festival de Cine de Tribeca de 2019. Laurance también ha trabajado junto a Marcus Eaton como compositor del documental de David Crosby: Remember My Name (2019).

### Colaboraciones
Laurance colabora frecuentemente con el guitarrista, cantante y compositor David Crosby. Coescribió y apareció en el piano en la pista de Crosby Your Own Ride, extraída del álbum de 2018, Here If You Listen. También aparece en dos pistas del álbum de estudio de Crosby de 2016, Lighthouse. Además, proporcionó el piano en la grabación Somebody Home, que apareció en el álbum Sky Trails de Crosby de 2017 y en el álbum Family Dinner - Volume 2 de Snarky Puppy de 2016. En una entrevista de 2018, Crosby describió a Laurance como 'uno de los mejores pianistas que he conocido en mi vida'.
En noviembre de 2018, colaboró con la WDR Big Band de Colonia, realizando conciertos en la Kölner Philharmonie y en el Queen Elizabeth Hall de Southbank en Londres. El concierto en Colonia fue grabado y resultó en un álbum en vivo que consta de nueve composiciones de Laurance, arregladas por el líder de la banda Bob Mintzer.
Como miembro de Snarky Puppy, Laurance ha colaborado con varios artistas y grupos, incluido Metropole Orkest, con quien la banda ganó un premio GRAMMY por el álbum de 2016, Sylva. Como parte de sus álbumes Family Dinner Vol.1 y Family Dinner Vol. 2, Laurance colaboró con artistas como Lalah Hathaway (a quien también acompañó en el GroundUP Music Festival en 2019), Salif Keita, Susana Baca, Laura Mvula y Jacob Collier.

## Discografía
| 2014 | Flint - Lanzamiento: 16 de mayo de 2014 - Sello: GroundUP - Formatos: CD, descarga digital                                                                     | 16 | 33 | — |
| 2015 | Swift - Lanzamiento: 27 de abril de 2015 - Sello: GroundUP - Formatos: CD, descarga digital                                                                    | 10 | —  | — |
| 2016 | Aftersun - Lanzamiento: 4 de marzo de 2016 - Sello: Universal Classics, GroundUP - Formatos: CD, descarga digital                                              | 7  | 19 | — |
| 2016 | Live at Union Chapel - Lanzamiento: 11 de noviembre de 2016 - Sello: Universal Classics, GroundUP - Formatos: CD, descarga digital                             | 15 | —  | — |
| 2019 | Cables - Lanzamiento: 8 de marzo de 2019 - Sello: Flint Music - Formatos: CD, descarga digital                                                                 | —  | —  | 6 |
| 2019 | Live at the Philharmonie, Cologne - Lanzamiento: 8 de noviembre de 2019 - Sello: Jazzline - Formatos: CD, descarga digital                                     | —  | —  | — |
| 2020 | Live at Ronnie Scott's - Lanzamiento: 14 de febrero de 2020 - Sello: Flint Music - Formatos: CD, descarga digital                                              | —  | —  | — |
| 2020 | David Crosby: Remember My Name (Original Score) - Lanzamiento: 21 de febrero de 2020 - Sello: BMG - Formatos: descarga digital                                 | —  | —  | — |
| 2021 | Cables Rewired - Lanzamiento: 14 de mayo de 2021 - Sello: Flint Music - Formatos: descarga digital                                                             | —  | —  | — |
| 2021 | Zeal EP - Lanzamiento: 19 de noviembre de 2021 - Sello: Flint Music - Formatos: descarga digital                                                               | —  | —  | — |
| 2022 | Bill Laurance & The Untold Orchestra Live at EFG London Jazz Festival 2021 - Lanzamiento: 3 de junio de 2022 - Sello: Flint Music - Formatos: descarga digital | —  | —  | — |
| 2022 | Affinity - Lanzamiento: 28 de octubre de 2022 - Sello: Flint Music - Formatos: Vinilo, descarga digital                                                        | —  | —  | — |
| "—" indica una grabación que no presenta mención en los rankings o no tuvo lanzamiento en el territorio | |    |    |   |

Como miembro de grupo o acompañante: 
Con Eddie Roberts
- Roughneck (Live In Paris) (One Note Records, 2006)
- The Eddie Roberts Quintet Trenta (One Note Records, 2007)
- Eddie Roberts & Freckles Move (One Note Records, 2010)

Con Snarky Puppy
- The Only Constant (Sitmom, 2006)
- Bring Us the Bright (Sitmom, 2008)
- Tell Your Friends (Ropeadope, 2010)
- GroundUP (GroundUP, 2012)
- Amkeni con Bukuru Celestin (Ropeadope, 2013)
- Family Dinner – Volume 1 (Ropeadope, 2013)
- We Like It Here (Ropeadope, 2014)
- Sylva with Metropole Orkest (Impulse!, 2015)
- Family Dinner – Volume 2 (GroundUP, Universal Music Classics, 2016)
- Culcha Vulcha (GroundUP, 2016)
- Immigrance (GroundUP, 2019)
- Live at the Royal Albert Hall (GroundUP, 2020)

Con Gabby Young & Other Animals
- One Foot in Front of the Other (Fontana North/Musebox, 2014)

Con David Crosby
- Lighthouse (Decca / Groundup Music, 2016)
- Sky Trails (BMG, 2017)
- Here If You Listen (BMG, 2018)

Con Ana Silvera
- Oracles (Gearbox Records, 2016)

Con The Sachal Ensemble
- Song of Lahore (Universal, 2016)

Destacado en:
- Mad Mats: Digging Beyond the Crates (BBE, 2017)
- Modern Jazz Dance Classics, Vol. 1 (Staubgold, 2019)

## Premios y Honores
- 2014 - El periódico británico The Guardian publicó un artículo elogiando el álbum de estudio Flint, calificando a Laurance como un 'maestro del jazz'.[26]
- 2014 - Premio Grammy a la mejor interpretación de R&B como miembro de Snarky Puppy por el título Something, con Lalah Hathaway, del álbum Family Dinner Volume II de Snarky Puppy
- 2015: la estación de radio digital del Reino Unido, Jazz FM, otorgó a Laurance el premio 'Acto innovador del año'.[27]
- 2016 - Premio Grammy al Mejor Álbum Instrumental Contemporáneo como miembro de Snarky Puppy por el álbum Sylva de Snarky Puppy y Metropole Orkest.[28]
- 2017 - Premio Grammy al Mejor Álbum Instrumental Contemporáneo como miembro de Snarky Puppy por el álbum Culcha Vulcha de Snarky Puppy.[29]
- 2017 - La revista en línea UDiscoverMusic nombró el primer álbum en vivo de Laurance, Live at Union Chapel, en su lista de 2017 de 'Los 50 mejores álbumes de jazz en vivo', así como a Sylva de Snarky Puppy con Metropole Orkest.[30]
- 2021 - Premio Grammy al Mejor Álbum Instrumental Contemporáneo como miembro de Snarky Puppy por el álbum Live At The Royal Albert Hall de Snarky Puppy.[31]